# Eryx elegans
Espèce
Synonymes
- Cursoria elegans Günther, 1864
- Cusoria elegans Gray, 1849
- Eryx jaculus czarewskii Nikolsky, 1916

Eryx elegans est une espèce de serpents de la famille des Boidae.

## Répartition
Cette espèce se rencontre dans le nord-est de l'Iran, dans le sud du Turkménistan et en Afghanistan.
Sa présence au Pakistan est incertaine.

## Description
Ces serpents mesurent jusqu'à 400 mm.

## Publication originale
- Gray, 1849 : Catalogue of the specimens of snakes in the collection of the British Museum. London, p. 1-125 (texte intégral).